# Grad Barletta
Grad Barletta (italijansko Castello di Barletta) je obalna trdnjava v mestu Barletta v italijanski deželi Apulija. Današnji kompleks je arhitekturni rezultat niza dozidav in predelav, ki so jih opravile vrste zaporednih rodbin od 11. do 18. stoletja. Prvotno je bila trdnjava, obdana z morjem, ki je zapolnilo tudi jarek okoli gradu in ga ščitila pred morebitnimi sovražnimi napadi, zgrajena za namen obrambe, danes pa je strateška točka mestnega življenja in pomembna znamenitost mesta. Danes je sedež mestne knjižnice, mestnega muzeja ter sejne in razstavne dvorane.
Tam ohranjena dela vključujejo, razen domnevnega doprsnega kipa cesarja Fridrika II. v apnencu, ki je iz 13. stoletja tudi »apostolov sarkofag« s kamnitim bas reliefom, prvo pričevanje krščanstva v Barletti, ki je iz 3. ali 4. stoletja.

## Zgodovina

### Normansko obdobje (1046–1194)
Hipoteze o nastanku prvega jedra sedanje trdnjave umeščajo njegov nastanek med letoma 1046 in 1050, pripisujejo ga Normanom in namigujejo, da temeljijo na navadi, značilni za to ljudstvo, da je ozemlje, ki ga je treba osvojiti potrebno utrditi z gradnjo stolpov v bližini. Zaradi tega je grof Peter Normanski v pripravah na napad na mesto Trani, ki je bilo pod bizantinsko oblastjo do leta 1054, zasedel nebranjeno ozemlje Barletta in zgradil obrambno trdnjavo jugozahodno od sedanjega mesta. Hkrati je bil zgrajen prvi obroč obzidja, ki je naselje razdelil na dve jedri, jedro Santa Maria v bližini trdnjave in stare marijanske stolnice v Barletti ter tisto San Giacomo na zahodu, okoli sedanje cerkve San Giacomo.
Prenos lastništva z normanskega grofa na njegovega sina Petra II. leta 1067 in kasnejša vojna za nasledstvo oblasti sta vključevala tudi Altaville iz Sicilije, s čimer je Apulija postala prizorišče odprte vojne, ki je zagotovila, da je ozemlje Barletta padlo pod oblast Viljema I. Sicilskega, ki je nasledil svojega očeta leta 1154 po smrti njegovih starejših bratov. Po uničenju Barija, med letoma 1156 in 1162, je Viljem, ki so ga poimenovali slabi, dal povečati grad tako, da je zgradil še dva stolpa, ki sta med seboj povezana s preprostim obzidjem, ki mu je bil kasneje dodan še četrti. Na jugozahodni strani kompleks preoblikujejo v manjši grad s psevdotrapezoidnim tlorisom. Leta 1172 je Viljem II. Siciliski, sin Viljema I., imenovan Dobri, ko se je vrnil iz Taranta in romal v svetišče nadangela Mihaela na Monte Sant'Angelo, bival v gradu Barletta in daroval velike vsote denarja duhovščini Barletta.
Od normanskega obdobja, ki se je končalo s smrtjo Tankreda, bratranca Viljema II., leta 1194, je na gradu ostal le jugovzhodni stolp, ki je bil s preobrazbami v 16. stoletju povišan in preurejen v južno kurtino, steno španskega kompleksa. Obsežna obnova, izvedena v 1980-ih, je zaradi pomanjkanja neposrednega dostopa do stolpa omogočila pogled v notranjost stolpa z obnovo odprtine v pritličju, zaščitene s kovinsko rešetko.

### Obdobje Staufovcev (1194–1266)
Leta 1194 je ugledal luč sveta Friderik II., sin Henrika VI. kralja Sicilije in cesarja Svetega rimskega cesarstva in njegove žene Konstance Sicilske. Po smrti Henrika VI. 1197 in Konstanze leta 1198 je bil Friderik pod zaščito papeža Inocenca III.. Ta proces je povzročil obsežno vmešavanje Cerkve v kraljeve zadeve in povzročil nekaj pisem Inocenca III. iz leta 1202 za prvi zgodovinski dokaz, v katerem je omenjen Castello di Barletta.
Leta 1202 se je vnel spor o vladavini Kraljevine Sicilije, v katerem so sodelovali Nemci pod vodstvom Markwarda von Annweilerja in Diepolda von Schweinspeunta ter Francozi pod vodstvom Valterja III. Brienna. Diepold in Markward sta zahtevala pravico do vzgoje mladega Friderika II.; papež je nato imenoval Walterja III. Brienna, princa Tarantskega, vojvodo Apulijskega in grofa Lecceja, in ga izbral za svojega favorita, da bi ponovno vzpostavil nadzor nad Sicilskim kraljestvom. Papeževa pisma, poslana Gualtieri Sicaminò med 21. julijem in 24. septembrom 1202, prvič pričajo o odločilni vlogi gradu na jadranski obali v tem obdobju. 6. oktobra istega leta je moral Gualtieri v bližini kraja Kane (lat. Cannae) najprej odbiti napad Diepoldovih čet in nato, potem ko je zavzel Barletto in njegovo trdnjavo, obleganje čet Guglielma di Palearia.
Friderik je odraščal vzporedno z gradom Barletta, kjer je cesar bival ob različnih priložnostih od leta 1228 dalje. Potem ko je bil leta 1215 v Mainzu kronan za kralja Svetega rimskega cesarstva - in s tem za kralja Italijanov in Nemcev – ga je leta 1220 papež Honorij III. kronal za cesarja, se je leta 1228 iz Barletta odpravil na šesto križarsko vojno in po vrnitvi iz Svete dežele naslednje leto dva meseca preživel v mestu. Leta 1205 je bil trdnjavski kompleks nepravilen in asimetričen, daleč od običajnega gradbenega sloga fredericijanskih trdnjav. Zaradi tega je vladar posredoval med letoma 1224 in 1228, porušil vzhodni normanski del in zgradil fredericijanski Domus, pri čemer je poudaril dekorativne in arhitekturne vidike trdnjave in tistega, kar je bil prej majhen obrambni grad, da bi ga preuredili v kraljevi grad.
Po Friderikovi smrti leta 1250 ga je nasledil sin Konrad IV.. 21. maja 1254 je po smrti očeta, ki je umrl zaradi malarije v Lavellu, njegov sin Konradin postal dedič kraljestva, ko je bil star le dve leti; Manfred, biološki sin Friedricha II. in Konradov polbrat, je bil imenovan za njegovega skrbnika. Štirinajst let pozneje, po bitki pri Tagliacozzu med četami Anžujske hiše, Karlom I. Neapeljskim in gibelini, ki jih je podpiral Konradin, so slednjega najprej ujeli in nato obglavili. Tako se je švabska dinastija končala v korist Anžujcev s Karlom I. Anžujskim, ki je hkrati zavzel Barletto in njegovo trdnjavo.

### Obdobje Anžujcev (1266–1442)
Pomen Barletta in njegove trdnjave na eni strani ter sovraštvo, ki ga je Karl I. izražal do Staufovcev na drugi strani, sta ga od leta 1268 spodbudila, da je arhitekturno posegel v celotno trdnjavo in v mestno obzidje. V zvezi s tem izjemna dokumentacija, ki kaže postopni prehod od cilja pospeševanja normalnega vzdrževanja gradu k bistvenim spremembam obzidja, ki je predvidevala gradnjo Anžujskega "palacija" na severni strani, ki je izginil kot posledica španske ekspanzije in katerega temelji so po obnovi v 1980-ih služili kot cisterna, zamenjava 'starega stolpa' iz normanskih časov, ki se je podrl na jugovzhodnem vogalu, z okroglim stolpom, izkop jarka okoli gradu z izgradnjo zunanjega obrambnega obzidja na zahodu, imenovanega tudi "Taluto", utrjevanje že obstoječih zidov kurtine in izgradnja končnega dostopa v trdnjavo, imenovano Porta Trani, ki so na vzhodni strani kompleksa, ki je obrnjen proti mestu Trani.
Navedena dela, ki jih je po starodavnih registrih hiše Anžu naročil Karel I., je ustvaril Pierre d'Angicourt, nadzornik kraljeve kurije. Karel I. je umrl v Foggii leta 1285, nasledil pa ga je najprej Karel II. Anžujski in nato Robert I. Neapeljski. Slednji je med letoma 1308 in 1312 ugodil prošnji župnika Karla II., naj ujamejo viteze templjarje, ki so živeli v mestu in jih nato obdržijo v ječah gradu.
Leta 1343 ga je po smrti Roberta I. Neapeljskega nasledila njegova vnukinja Ivana I. Neapeljska, žena Andreja Madžarskega, mlajšega brata ogrskega in poljskega kralja Ludvika I.; vladala je skoraj 40 let v težkem času, začenši z umorom njenega moža Andreja leta 1345 in zasenčeno z govoricami, da je šlo za zaroto kraljice Joane. Konec Ivanine vladavine je prišel leta 1382, ko je Karel III. Neapeljski, mož njene vnukinje Margarete, po zavzetju Neaplja in ujetju vladarja ukazal, da se kraljico zadavi in njeno vladanje konča. Naslednje leto se je, po vojni za nasledstvo, končalo z zmago Karla III. na stroške Ludvika I. Anžujskega, vnuka Ivane I., grad Barletta pa je na Karlov ukaz zasedel Raimondo Orsini del Balzo. Karlu III. je sledil leta 1386 njegov sin Ladislav Neapeljski, ki je vladal do svoje smrti leta 1414; nato je oblast prešla na njegovo sestro Ivano II. Neapeljsko. Ta je ostala brez dedičev in je za svoje naslednike določila najprej Alfonsa V. Aragonskega, ki se je imenoval "Magnanimo", in kasneje Ludvika III. Anžujskega, kar je leta 1424 izzvalo nasledstveno vojno med obema, ki se je nadaljevala v spopadu med Alfonsom V. in Ludovikovim bratom Renejem I. Anžujskim in končala leta 1442 s pristopom na neapeljski prestol s strani vladarja rodbine Aragon. 

### Obdobje Aragoncev (1442–1501)
V času vladavine Aragoncev, ki je v mestu Barletta trajala od 1442 do 1501, je bila okrepljena obramba trdnjave in mestnega obzidja, zlasti v letih 1458, 1461 in 1481. Po smrti Alfonsa V. leta 1458 ga je Ferdinand I. Neapeljski, znan kot Ferrante d'Aragona, nasledil na neapeljskem prestolu. Kronan je bil 4. februarja 1459 v stolnici v Barlettu. Vladar je preživel še dve leti v Apuliji, potoval po obali iz strahu pred sovražnimi napadi iz notranjosti, nato pa se je naselil v gradu Barletta, da bi se posvetil brezdelju in zabavi pri mestnih patricijih, ne da bi pazil na pristop čet Janeza II. Lotarinškega. Obleganje so preprečili možje pod vodstvom Georgea Kastriote z vzdevkom Skenderbeg, ki so se pridružili regentu Aragoncev, ki jim je ta nato zaupal zaščito mesta Barletta in se vrnil v Kampanijo. V trdnjavski dvorani, kjer je ohranjen doprsni kip cesarja Friderika II., je grb Skenderbega in spominska plošča kot dokaz prihoda Jurija Kastriote. V teh letih je vladar prekopal jarek in razširil pristanišče Barletta, da bi ga prilagodil gospodarskim potrebam tistega časa.
Zadnje desetletje 15. stoletja je zaznamovala velika politična nestabilnost, ki jo je narekovala vrsta prestolonaslednikov, začenši s smrtjo Ferdinanda I. leta 1494 in s Friderikom I. Neapeljskim, zadnjim vladarjem aragonske hiše, ki je vladal do 1501. Ne moremo mu pripisati nobenih zaslug razen krepitve obstoječe obrambe.
Dogodki, ki so pripeljali špansko dinastijo na oblast in pripeljali do Izziva Barletta, so sledili spopadu Ferdinanda II. Aragonskega, imenovanega »katoliški«, s Francozi pod Ludvikom XII., ki je dosegla vrhunec s špansko zmago leta 1503 v bitkah pri Cerignoli in Gariglianu, po kateri so Španci do konca istega leta osvojili celotno Neapeljsko kraljestvo.

### Špansko obdobje (1504–1707)
S prihodom Špancev, ki so od leta 1504 zasedli kraljestvo Aragoncev, so se po določilih Lyonske pogodbe najprej začela utrjevalna dela na mestnem obzidju Barletta z izgradnjo utrdbe Paraticchio vzdolž zahodne kurtine, nato med letoma 1514 in 1519 gradnja petega prizidka mestnega obzidja v Rione di San Giacomo in končno z gradnjo Porta Nuova in Porta Reale. Če pogledamo Codice diplomatico Barletta za leti 1514 in 1515, je omenjeno, kako je trdnjava propadla in se je izkazala, da je njena struktura neprimerna za nove tehnike topniškega bojevanja. Gospodarski položaj "Univerze" v mestu Barletta je bil uspešen, saj je lahko računala na prisotnost številnih trgovcev, ki so prihajali v mesto iz sosednjih držav in na prestiž, ki ga je imela prisotnost številnih bankirjev iz severna Italije in Grčije.
Leta 1528 je mesto Barletta, raztrgano z notranjimi delitvami in še ni popolnoma obdano z obzidjem (okrožji San Vitale in Sant'Antonio Abate na vzhodu, še vedno zunaj obzidja), postalo žrtev veličastnega uničenja Francozov. Ropanje in požari so povzročili uničenje številnih cerkva in samostanskih stavb, ki so ležale zunaj obzidja. Ob tej priložnosti so trdnjavo zasedli Francozi, ki so s pomočjo frakcije prebivalcev Barletta uspeli pridobiti dostop skozi obzidje proti vzhodu mesta, ki je bilo kasneje okrepljeno, vendar ni bilo strukturno poškodovano. Z mirovno pogodbo iz Cambraija leta 1529 sta trdnjava in mesto Barletta padla v roke cesarja Karla V., vnuka Ferdinanda II. Aragonskega. Začel je delati na prilagoditvi trdnjave topovom. Delo se je nadaljevalo še nadaljnjih 60 let in je zajemalo tri obdobja: od 1532 do 1537, od 1555 do 1559 in od 1578 do 1598.
Pod vodstvom Habsburžanov je utrdba doživela velike spremembe, da bi jo pripravili na morebitne sovražnikove napade, ne le s hladnim orožjem, kot so meči in sulice, temveč tudi s smodnikom in topovi. Konstruktivna logika 16. stoletja je predvidevala gradove, ki niso bili zgrajeni le z razglednimi stolpi, na katere se je težko povzpeti, ampak s trdnimi in še posebej impozantnimi deli, običajno obdanimi z obsežnim ravnim terenom za učinkovitejši nadzor sovražnika iz tal. 
Stavbe v bližini trdnjave so bile porušene, da bi se utrdba lahko obnovila, vključno z nekaterimi cerkvami, kot sta Santa Maria delli Frati ali Santa Caterina. Karel V. je tako dal obzidje zgostiti na presek velikosti 7-12 metrov, ki je vključeval stare strukture: komponente, ki so jih zgradili Anžujci, so bile integrirane v novozgrajene, z vsemi deli, ki niso izpolnili pričakovanj naročnika, velikost in simetrija sta bili porušeni. Delo po naročilu Karla V. pod vodstvom vojaškega arhitekta Evangelista Menga je sprva trajalo od 1532 do 1537, nato pa so ga nadaljevali njegovi nasledniki do leta 1598. Glavni cilj del je bila izgradnja štirih vogalnih bastijonov. Njihovo tradicionalno poimenovanje, ki ustreza tistemu, ki ga je arhitekt Grisotti uporabljal pri obnovitvenih delih v 1980-ih, sega v leto 1559 in je citirano v dokumentu in se glasi (z jugozahoda): Santa Maria, San Vincenzo, Sant'Antonio in Dell'Annunziata. V začetku 19. stoletja je neznani francoski avtor v tlorisu popolnoma obrnil poimenovanje bastijonov: Santa Maria so imenovali San Giacomo, bastijon San Vincenzo della campagna in nazadnje bastijon Dell'Annunziata di San Vincenzo.
Ob novem španskem obzidju so bile pokrite vse stavbe prejšnjih obdobij, kot je Palatium iz anžujskega obdobja, katerega temelje so tvorile stene cisterne za zbiranje deževnice sredi dvorišča trdnjave, normanski stolpi in vsi deli obzidja, ki še danes obstajajo.
Tako je grad Barletta dobil sedanjo podobo: štiristranska stavba s štirimi peterokotnimi bastijoni na vogalih, topovi na vseh straneh in jarkom, ki ga je na treh straneh ločil od kopnega. Po drugi strani pa je četrta stran na severu obrnjena proti obali, kar zagotavlja obrambo pred napadi z morja. Dostop do trdnjave je bil z lesenim dvižnim mostom, v celoti zgrajenim v 16. stoletju. Vsekakor pa se grad, ki je bil prenovljen in razširjen v trdnjavo, zaradi preusmeritve interesov iz Sredozemlja v Novi svet ni več uporabljal v vojaške namene.
Med koncem 16. in začetkom 17. stoletja so se začela nadaljnja dopolnjevalna in vzdrževalna dela na trdnjavi, ki so bila namenjena tudi ustvarjanju manj težkih življenjskih razmer ter izsuševanju močvirnih predelov mesta in okolice. Leta 1621 je Filip IV. Španski naročil vzdrževalna dela in se odločil zgraditi laboratorij za odstranjevanje eksplozivnih ubojnih sredstev na strehi zahodnega krila. Potresa leta 1627 in 1629 sta poškodovala številne stavbe v mestu, vendar utrdba ni kazala znakov pogrezanja. Po drugi strani pa je kuga, ki je prizadela mesto med letoma 1656 in 1657, poškodovala celotno mesto in zdesetkala prebivalstvo. Legenda pripoveduje, da se je epidemija končala marca 1657 po zaslugi posredovanja Madonne della Sterpeto, katere ikona je bila nato najdena na mestu, ki ga je prizadela bolezen. Na tem območju je bilo nato zgrajeno svetišče, posvečeno Devici.
Po smrti Karla II. Španskega v začetku 17. stoletja je bil 17. princ Filip Anžujski razglašen za novega španskega kralja in tako postal lastnik trdnjave.

### 8.–21. stoletje
Prihod Filipa Anžujskega je povzročil izbruh vojne za špansko nasledstvo med Francijo in Avstrijo. Habsburžani, ki so najprej prevzeli Lombardijo in nato Neapeljsko kraljestvo, so uspeli obdržati oblast od 1707 do 1734 pod vodstvom Karla VI. V teh 27 letih je bilo dovoljeno, da je grad Berletta ostal prazen in resno propadal, o čemer priča Inventario delle Munizioni da Vitto e de Guerra del Regio Castello di Barletta iz leta 1722, zahvaljujoč popolnemu pomanjkanju vzdrževanja ali obnove s strani avstrijske vlade. Situacija je bila še bolj očitna leta 1734, ko se je Giulio Borromeo Visconti, avstrijski podkralj, na predvečer bitke pri Bitontu zatekel v grad Barletta in ugotovil, da je popolnoma neuporaben.
Konec avstrijskega podkraljestva je prišel 25. maja 1734 z bitko pri Bitontu proti španskim Burbonom pod vodstvom Karla III., sina Filipa V. Z mirovno pogodbo o ladjarstvu in trgovini iz leta 1740, ki je bila sklenjena s podporo Osmanskega cesarstva, se je invazija končala in s tem potreba po obrambnem sistemu s tipično vojaško arhitekturo. Bourboni so stabilno vladali do leta 1799, vključno z mirnim prenosom oblasti s Karla III. na njegovega sina Ferdinanda, ki se je zgodil leta 1759. V času do konca 18. stoletja je val italijanskega pohoda čet prve francoske republike začel revolucionarne dejavnosti, ki so privedle do razglasitve Neapeljske republike. Barletta je bilo med prvimi mesti, ki so se pridružila uporu, kar je omogočilo pridružitev francoskemu protektoratu leta 1805, čemur je sledila prava francoska vladavina po kronanju Napoleona Bonaparta, ki se je začela s prisotnostjo Josepha Bonaparta, cesarjevega brata, v letih 1806– 1807, nato pa  Joachima Murata do leta 1813. Po obisku gradu Barletta 14. aprila 1813 je francoski general ukazal nadaljevanje popravil obrambe v pričakovanju morebitne vojne z evropskimi silami, ki bi vodila v vrnitev poveljstva Bourbonov do združitve Italije. Od leta 1860 do 1870 je trdnjava služila kot vojaški zapor, vendar so jo leta 1876, potem ko so jo ocenili kot neprimerno za vojaške operacije, prodali na dražbi mestu Barletta za 30.100 lir.
Zadnja vojaška akcija gradu Barletta se je zgodila 24. maja 1915, ko je avstrijska izvidniška križarka SMS Helgoland izstrelila šest topovskih strelov na severno fasado in severni bastijon trdnjave, ki je obrnjen proti morju.. Trdnjava je bila nazadnje rešena pred nadaljnjimi napadi zahvaljujoč posredovanju rušilca Turbine, ki je prišel branit mesto.
V spomin na ta dogodek so na južno pročelje revelina postavili marmorno ploščo, na kateri piše:
 "All'alba del 24 maggio 1915 la corazzata austriaca Helgoland apriva rabbiosamente il fuoco contro Barletta indifesa e colpiva questo castello per struttura ed Eventi storici glorioso nei secoli. A fiaccare la perfidia nemica immolavasi in lotta impari il Turbine additando agli italiani le vie della gloria. La citta memore poza. XXIV maggio MCMXXXII XI E.F." 
(Ob zori 24. maja 1915 je avstrijska izvidniška križarka "Helgoland" besno odprla ogenj na neoboroženo Barletto in zadela to trdnjavo, ki je stoletja znana po svoji gradnji in zgodovinskih dogodkih. Da bi oslabila to sovražno predrznost, se je vpletel rušilec Turbino v neenakopraven boj in popeljal Italijane nazaj na poti slave. Mesto se spominja. maja XXIV MCMXXXII XI EF)
Septembra 1943, med drugo svetovno vojno, je bila trdnjava sedež vojaške garnizije, ki je nudila velik odpor nemški vojski, ki je bila odločena, da bo mesto zavzela po premirju med Italijani in zavezniki. Invazija nemških čet v mesto je dosegla vrhunec z množičnim umorom 12. septembra 1943. Tri leta pozneje so bili urejeni vrtovi trdnjave, ki od takrat ni bila v uporabi.
Med letoma 1973 in 1987 so potekala obnovitvena dela na celotni utrdbi; 8. maja 1973 je bil za vodstvo postavljen inženir Marcello Grisotti. Z zaključkom del je bila trdnjava pripravljena za mestno in turistično uporabo, tudi zahvaljujoč nastanku mestnega muzeja za občasne razstave in konference ter mestne knjižnice v Fredericijanovem krilu. 7. decembra 2002 je bilo celotno območje po približno dveh letih dokončne obnove, kot je obnova grajskih vrtov, ki so jih preoblikovali v park s posebej opremljenimi površinami, vrnilo mestu Barletta, s čimer je postalo osrednja točka zgodovinskega mestnega jedra.

## Opis
Trdnjava stoji na istoimenskem trgu v okrožju "Santa Maria" na severovzhodu mesta. Je strateška točka v urbanem življenju in močan temelj mesta: pravzaprav se je urbano tkivo Barletta razvilo iz dvojne polarnosti, cerkvene in vojaške, izražene v soseščini stolnice Santa Maria Maggiore in trdnjave.
Dolžine zunanjih stranic trdnjave, merjene ob vznožju vogalnih bastijonov, so različne; vzhodna fasada, najdaljša od vseh, je dolga približno 127 metrov, zahodna fasada je 3 metre krajša, severna in južna fasada pa sta dolgi približno 120 metrov. Diagonala skozi vogale bastijonov je približno 125 metrov; v notranjosti sta dve vrsti kazemat, ena nad drugo, obe imata premer 16 metrov. Višina zahodne fasade, ki je glede na prostornino Laboratorio degle Artificieri najvišja, je približno 24 metrov, severna fasada, najnižja, pa ima največ 19 metrov. Obzidje se razlikujejo po debelini od pet do dvanajst metrov in je zgrajeno iz apnenca, rezanega v kvadratne bloke z redko rustiko, od katere je večina iz stavb, uničenih med plenjenjem leta 1528.
Trdnjavo z vseh strani razen s severne obdajajo vrtovi, poimenovani po bratih Cervi. Med trdnjavo in vrtovi je širok in globok jarek, ki najgloblje sega 12 metrov pod nivo dovoznega mostu. Stavba ima tloris kvadratne oblike z značilnimi peterokotnimi koničastimi bastijoni na štirih vogalih in štirimi krili, ki jih povezujejo. V središču je kvadratno dvorišče.
Vsa pročelja trdnjave so navpično razdeljena na tri dele: spodnji del z rahlo nagnjenim temeljem se na vrhu zaključuje z dokaj štrlečimi venci, ponekod prekinjeni s topovskimi stolpi. Za osrednji del, ki ima spodaj reže za topove in druge manjše prezračevalne odprtine, je značilna kamnita obloga in ima na vrhu še en venec, vendar manjši od spodnjega. Tudi to občasno prekinejo običajne vrzeli. Zgornji del, ki je prelomljen z izpostavljeno opeko, je okrašen z zidci. V zgornjem delu vogala jugovzhodnega bastijona je kamnit grb španske dinastije.
Pred vhodom v trdnjavo je ulični podaljšek, imenovan »Piazza d'Armi«, pred katerim se dviga revelin. Ko se pride skozi ta vhod, se znajde na opečnem mostu s tremi oboki. Četrti lok iz tufa je med obnovitvenimi deli 1973–1987 zamenjal lesen most. Vzdrževalna dela za leseni most so potekala le od 6. do 17. oktobra 2008. Vhodni portal se odpira na južni fasadi in razkriva pravokoten dostop, integriran v lok. Nad tem vhodom je arhitrav, okrašen z okrasjem in kamnita plošča, ki priča o predaji trdnjave, kot jo vidimo danes, leta 1584.

### Zunanji prostor

#### Obrambni jarek
Trdnjava je z vseh strani obdana z jarkom, ki je na območju bastijonov širok približno 24 metrov, na območju zunanjih zidov pa približno 35 metrov. Končno se na severni strani, proti morju, razširi na več kot 110 metrov, preden se konča v areni, ki je približno 100 metrov od morske obale. Omejen je s podpornim zidom v skupni dolžini okoli 700 metrov in najvišji višini sedem metrov. Leži približno 1,5 metra nad morjem in 7,85 metra pod vhodnim nivojem utrdbe in ga je iz normanskih časov oblivala morska voda. V obdobju Anžujcev je obala obkrožala severno stran. Že konec 16. stoletja zgodovinski tlorisi potrjujejo umik vode in preoblikovanje jarka v močvirje, ki so ga obdelovali od konca 19. stoletja vsaj do leta 1931. Prvi dokument, ki je naročal gradnjo jarka, je iz 10. februarja 1280, v katerem naj se gradnja začne od vzhodnega pročelja, torej proti Traniju, nato pa sega preko južne strani do severozahodnega stolpa, kjer je zid proti severu treba pustiti v neposrednem stiku z vodami Jadranskega morja. Konec 15. stoletja je Ferdinand I. dal izkopavanje nadaljevati in 15. septembra 1515 je župan v strahu pred vojno prosil, naj se dokončajo dela na jarku in mestnem obzidju (it.: mura urbiche). 
Obnovitvena dela, izvedena v letih 1973-1987, so vplivala tudi na jarek in podporne stene, ki so jih obnovili z drenažnim sistemom, da so bili potresno odporni. Leta 2004 je mestna uprava nadaljevala z nadaljnjo izboljšavo jarka z ureditvijo trate z namakalnim sistemom.

#### Vrtovi
Na vzhodni, južni in zahodni strani kompleksa se razprostirajo vrtovi trdnjave, poimenovani po bratih Cervi. Obnovili so jih glede na njihovo stanje in sistem razsvetljave ter jih spremenili v park z določenimi površinami in po dveh letih, 7. decembra 2002, vrnili mestu Barletta, ki jih je postavilo v središče zgodovinskega središče. Blizu vhoda v vrtove, ki je v skladu z revelinom, je po želji vojakov vojaškega okrožja svoje mesto našla zgodovinska okrasna fontana, ki je bila slovesno odprta 11. novembra 1941. Vodnjak, ki je bil med vojno izklopljen in poleg tega delno uničen, je bil rekonstruiran in ponovno v obratovanju 12. junija 2004 tudi po zaslugi natančnih obnovitvenih del na kamnitih blokih, ki lahko ponovno služijo kot distribucija točke za pitno vodo.

#### Revelin in dostopni most
Revelin omogoča dostop do trdnjave, ki ji sledi most, ki omogoča prehod preko jarka. Do 18. stoletja je bil revelin del širšega obrambnega sistema, ki je po vijugastih poteh vodil do prizidka ceste pred stražnico. Ta je ob osrednjem atriju razdeljena na dva prazna kvadrata, od katerih ima vsak odprtino v steni nasproti vhoda, streho pa obroblja tufna stena, prebodena z zankami, razen na strani mostu, kjer je ograja nižja. Omogoča vojaške manevre z notranjostjo. Med obnovitvenimi deli v 1980-ih je nastalo stopnišče, ki je moralo iz praznega prostora na zahodni strani voditi na teraso kompleksa. Vendar najdene stopnice niso bile ponovno uporabne, ker revelin nima izhoda na teraso. Zato lahko pridete do terase le po zidanem mostu in zunanjem stopnišču.
Po revelinu so do Grisottijeve obnove dostopni most do trdnjave zamenjali trije masivni navpični piloni z oboki in tudi manjši lok, ki je zadnji pilon povezoval s trdnjavo in je bil datiran okoli 19. stoletja, tj. odstranitev dvižnega mostu. Obnovitvena dela so privedla do porušitve tega zadnjega loka zaradi njegovega negotovega stanja in pomanjkanja zgodovinske matrice ter po zaslugi odkritja podporne točke starega dvižnega mostu, zgrajenega ob koncu 16. stoletja. in ostal tam do njihove odstranitve leta 1861 za gradnjo fiksnega lesenega povezovalnega mostu, ki spominja na stari premični zaščitni sistem. Leta 2008 je bil na lesenem mostu izveden še en konzervatorski ukrep, pri katerem so bili zamenjani leseni tramovi. 

#### Vhod in fasade
Vhodni portal v trdnjavo je sestavljen iz polkrožnega loka, vstavljenega v pravokoten del zunanje stene iz lesa. Nad pravokotno odprtino je med dvema školjkastima okrasoma arhitrav, na katerem je napis v latinščini, pred katerim je grški križ in je razdeljen na dva dela z rozetno dekoracijo.
 »In pulchram formam redactum didaci felizes cura A.D. 1584.« 
(prevod: Ohranil v lepi obliki Diego Feliz. V letu Gospodovem 1584)
Zapisano je, da je bil Diego Feliz, ki je omenjen v napisu, kastelan trdnjave in tam umrl leta 1584. Neposredno nad arhitravom štirje kamniti bloki z angelsko glavo in letnico "MDLXXIII" (1573) v sredini podpirajo štiri velike kamnite plošče: ena je na sredini postavljena vodoravno in nosi napis, od katerih je le beseda tranquilitas. (počiva) razločna; dve sta razporejeni navpično ob straneh in ena navpično na sredini, na kateri je postavljen komaj prepoznaven grb. Neskladje med obema datumoma, navedenima na tej fasadi, je arhitekt in gradbeni inženir Marcello Grisotti, ki je organiziral obnovo trdnjave, razlagal kot željo, da bi vhodnemu portalu dali več dostojanstva z zbiranjem kamnitega materiala iz različnih časov in krajev. Glede na križ pred napisom je možno, da je arhitrav prvotno pripadal kapeli, verjetno iz anžujske dobe. V osi portala, vendar višje, je bil izdelan ornament s križnim bodalom, obrnjenim navzdol; izhaja iz leta 1585, kot kaže napis na istem delu.
Za vsa pročelja trdnjave od spodaj navzgor je značilen majhen poševni del gladkega kamnitega zidu, ki ga nadgrajuje okvir z rustiko, od katere se začne spodnji del poševnega glavnega zidu v klesanem zidu. Približno na polovici fasade je drugi okvir z vencem, ki nakazuje začetek zgornjega dela stene; narejena je tudi iz rustike, vendar ni več nagnjena in se konča z vrsto cin. Tako spodnja kot zgornja stena imata vrsto odprtin, nekatere so bile prvotno uporabljene za orožja, druge kot  okna. Do nekaj let po letu 1860 so nekateri topovi, zlasti na severni in južni strani, ob zori, poldnevu in sončnem zahodu ob praznikih izstrelili 21 strelov. Zahodna fasada je višja od ostalih, saj je na strehi Sala delle Artificieri in prostori, ki so se prej uporabljali kot vojaški prostori. Severna fasada kaže znake topovskih udarcev, ki jih je prejela med prvo svetovno vojno. Drugi pomembni okraski na zunanjih fasadah so grb Aragoncev na glavnem vogalu jugovzhodnega bastijona in številne moške maske, levji protomi in ščiti kot tudi peterokotni bastijom kot na ravnih straneh. V bližini bastijona San Vincenzo v jarku je ostanek povezave med trdnjavo in starim obzidjem, ki se na severozahodu povezuje z mestnim obzidjem.

### Notranjost

#### Vhodni atrij in kapela
Skozi vhodni portal se pride do atrija z ogivalnim obokom. V tej sobi je grb pod ščitom, ki ga je mogoče identificirati kot grb Karla V. in pod njim je napis v latinščini:
 »Carolus Quintus imperator romanorum semper augustus MCCCCCXXVII« 
(prevod: Karel V., cesar Rimljanov in vedno Avgust. 1527.)
Priča o obisku suverena v bližini stavbe med gradbenimi deli.
Desno od pokritega vhodnega atrija je sekundarni vhod v sobo, v kateri je od leta 1988 sarkofag apostolov in drugi kamniti material. V 16. stoletju je to morala biti stara anžujska kapela, posvečena Najsvetejšemu, s pripadajočimi prostori za liturgične funkcije. Glavni vhod v cerkev je sestavljen iz vrat na sredini in dveh stranskih oken in je  tudi pod arkadami na južni strani dvorišča. Cerkev, ki je dobila naziv župnijska, je bila od leta 1669 do 1822 uporabljena za maševanja po katoliškem obredu. Nato so jo zapustili in oskrunili.
Sarkofag apostolov je najstarejše pričevanje krščanstva v mestu Barletto. Kamnita plošča, visoka 87 centimetrov, dolga 216 centimetrov in debela 10 centimetrov, je razdeljena na tri bloke, od katerih ima eden na sredini luknjo, saj se je uporabljala kot zgornji zamašek vodnjaka. Iz poznega 3. do zgodnjega 5. stoletja so jo našli v Barlettu leta 1887 pod kamni porušene cerkve Sant'Eligio. V središču je Jezusova figura brez glave, ki je še posebej močno poškodovana, ker je plošča na tem mestu razdeljena na tri dele. Blizu Jezusa je upodobljena klečeča ženska, na obeh straneh pa so apostoli, razdeljeni v dve veliki skupini po šest na vsaki strani. Na boku vsake moške figure je napis, ki omogoča, da prepoznamo njegove lastnosti.
Desno od pokritega atrija je obokan vhod na notranje dvorišče in knjižnica v sosednji sobi.

#### Notranje dvorišče
Dvorišče, okoli katerega je urejen celoten kompleks trdnjave, je skoraj kvadratno, katerega stranice so dolge približno 35 metrov. Na osrednji črti v smeri sever-jug sta vidna dva vodnjaka, pod katerima so tudi cisterne. Kot oporoka starega »Palatija« iz časa Anžujcev je bila ob obnovi neposredno za zidom proti morju zgrajena 3 metre široka sendvič stena v dolžini približno 13 metrov in višine 7 metrov.  Temu so dodatno zagotovili strop iz armiranega betona, v katerem je bila narejena cca 50 centimetrov dolga odprtina, široka kot sendvič stena, ki je prekrita s kovinsko rešetko, ki prepušča dnevno svetlobo in deževnico ter omogoča pogled iz nad dela obodnega obzidja stare trdnjave, ki je bila obnovljena po španski intervenciji. Dostop do tega prostora omogoča tudi stopnišče, ki vodi v klet trdnjave, ki je za vzhodnim pročeljem in na koncu katerega je na desni vhod v nadstropje hipogeja in vhod v sendvič steno na desni strani.
Zahodno fasado pokriva pet polkrožnih lokov, širokih približno 4 metre, ki vodijo v več prostorov, ki so vsi med seboj povezani. Ti so bili pred obnovo zazidani, ker so služili kot zapor trdnjave. Na zahodno steno je prislonjena nagnjena rampa, ki na eni strani vodi do monumentalnega stopnišča iz 16. stoletja in prostorov na zahodni strani prvega nadstropja, v katerih je od 30. novembra 2010 kompleks Civilnega muzeja Barletta, na drugi strani v prostore na južni strani prvega nadstropja.
Severna fasada ima na koncih dva loka, tako kot zahodna, med katerima so tri pravokotne odprtine, ki omogočajo dostop do prostorov severnega trakta, ki so prav tako vsi povezani med seboj in hkrati z zahodnim krilom ob vogalnem prostoru. Fasada je posejana z vrsto odprtin različnih dimenzij na različnih višinah. Na vzhodnem koncu, pravokotno na severno fasado, je skoraj po vsej dolžini pokrito dolgo stopnišče, razen zadnjega kosa v povezavi s severno fasado, kjer je prekrito s polkrožnim lokom, ki vodi v prostore na vzhodu. Levo od stopnišča je dovozna rampa v kleti in na steno "Palatiuma" iz anžujskega obdobja.
Vzhodna fasada skoraj po celotni dolžini kaže dostopno stopnišče na teraso. Ta je opremljena s petimi loki naraščajoče širine in padajoče višine v smeri sever-jug. Na nizki, perspektivni ravni poteka parapet, ki ščiti pred spodnjim stopniščem, ki omogoča dostop z notranjega dvorišča v nižja nadstropja. Vzhodna fasada je po širini razdeljena na dva izrazito drugačna zasnovana dela: južni del z Domus federeciana je iz obdobja Staufovcev in Anžujcev, severni del jasno kaže španski značaj. Razlika ni očitna le v uporabi kamnov različnih oblik, velikosti in zaključkov, temveč tudi v umestitvi zidu iz 13. stoletja na ravnino od tiste iz 16. stoletja. Potrditev staufovske matrice te fasade je razvidna tudi iz prisotnosti enega okna in dvojnega okna, tako v prvem nadstropju kot z luneto, vklesano s staufovskim orlom, edini primer, razen v gradu Bari.  Nekoč stara hiša Friderika II. je postala sedež mestne knjižnice, ko je bila trdnjava po obnovi v 1980-ih vrnjena mestu. 
Južna fasada ponuja posebno heterogen pogled. V skrajnem vzhodnem delu je polkrožna ločna odprtina nad drugo pleteno ločno odprtino in nad njo dve zgornji okni s pogledom na stopnišče, katerega prostor je bil v 16. stoletju uporabljen kot vhod v trdnjavo in stari normanski stolp, katerega notranjost se vidi skozi odprtino na ravni dvorišča. V nivoju zadaj od središča dvorišča je širok polkrožen lok, ki je bil pred obnovo z drugim lokom povezan z verando, ki vodi do izhoda. Negotovo stanje obokov te povezave je privedlo do njihovega rušenja, čeprav je sled njihovega nekdanjega obstoja manjkajoče dokončanje dela oboka, ki je povezoval porušeni del stavbe. Na zahodu pa trojni lok tvori verando in podpira zgornji balkon. Prvi lok vodi v sobo, ki je bila nekoč kapela; skozi drugi lok se vidi odprtina v osi vhodnega portala v trdnjavo; v tretjem loku je miljnik Via Traiane, ki prihaja iz kraja Kane in je bil leta 1820 pripeljan v grad Barletta. Epigraf na miljniku prikazuje naslednji napis:
 »LXXIX Im(erator). Caesar divi Nervae f(ilius) Nerva Traianus Aug(ustus). Germ(anicus. Dacic(us). pont(ifex). max(imus). tr(ibunicia). Pot(posestvo). XIII imp(erator). VI co(n)S(ul). V p(ater)) . p(atriae). viam a Benevento Brundisium pecun(ia). sua fecit.« 
(prevod: 79.000 korakov od Beneventa: Cesar, sin božje Nerve, Nerva Trajan, Augustus Germanicus Dacico, Pontifex Maximus, 13-krat nameščen s sodno oblastjo, 6-krat razglašen za cesarja, 5-krat konzul, oče domovine. S svojim denarjem je zgradil cesto od Beneventa do Brindisija.)

## V popularni kulturi
Trdnjava je bila uporabljena kot kulisa za številne filme, vključno z naslednjimi:
- Prvi evangelij - Matej (1964), Pier Paolo Pasolini;
- Otello (1985), Franco Zeffirelli;
- I cavalieri che fecero l'impresa (2001), avtorja Pupija Avatija.

Od leta 1992 je mestna knjižnica, poimenovana po Sabinu Loffredu, v vzhodnem delu južnega krila Castello di Barletta, v številnih prostorih, ki so nekoč pripadali »Domusu« Friderika II. Do se lahko pride z dvorišča tako, da se povzpne po stopnicah do približno enega metra v višino.
V trdnjavi in v severnem jarku se odvijajo veliki in manjši kulturni dogodki, konference in koncerti. Pomembni dogodki so vsakoletna degustacija hrane in vin Novello al Castello s seminarji in konferencami, ki jih gosti lokalna vinska industrija in začasna likovna razstava Intramoenia Extra art, ki je bila enkratna od 16. maja do 30. avgusta 2009.